# Крылов, Владимир Александрович
Влади́мир Алекса́ндрович Крыло́в (1910, Москва — 7 апреля 1945, Кёнигсберг) — советский оператор неигрового кино, мультипликатор, фронтовой кинооператор в годы Великой Отечественной войны.

## Биография
Родился в Москве в семье рабочих. С мая 1928 года работал фоторепортёром, с октября 1930 года — помощником кинооператора на московской кинофабрике культурфильмов Всесоюзного объединения «Союзкино». В 1932—1933 годах обучался в Первом Московском государственном университете.
С июня 1933 года работал оператором на московской кинофабрике «Союзкинохроника». С апреля 1936 года — оператор и ассистент режиссёра на «Мосфильме», в мастерской объёмной мультипликации под руководством А. Птушко. Также выполнял обязанности бригадира-кукловода, принял участие в создании фильмов: «Сказка о рыбаке и рыбке» (1937), «Чудесный светофор» (1938), «В кукольной стране» (1940). Как режиссёр в соавторстве с Марией Бендерской снял «Про журавля и лису, или случай в лесу» (1937).
С началом Отечественной войны вместе с другими мосфильмовцами добровольцем вступил в народное ополчение, был старшиной роты 21-й Московской дивизии народного ополчения (173-я стрелковая дивизия — с сентября 1941 года). С октября 1941 года — командир миномётного расчёта. Участник Битвы за Москву, сражался под Ельней, Гжатском. В ноябре 1941 года под Можайском получил тяжёлое боевое ранение, после которого восстанавливался в госпитале около года.
С октября 1942 года — фотограф 199 запасного стрелкового полка, с ноября того же года фотокорреспондент армейской газеты при политотделе 31-й армии.
В 1944 году был откомандирован в киногруппу А. Медведкина в составе 3-го Белорусского фронта, где служил его младший брат Анатолий. Начиная с Витебско-Оршанской наступательной операции участвовал во всех последующих операциях 3-го Белорусского, находясь в передовых частях пехоты.
Во время Кёнигсбергской операции руководил подготовленной Н. Лыткиным командой сержантов-киноавтоматчиков, вооружённых «кинопулемётами» с 16 мм узкоплёночной кинокамерой «Белл-Хауэлл» на базе ППШ.
Из аттестационного листа от 25 марта 1945 года на присвоение офицерского звания:
Фронтовой кинооператор Крылов Владимир Александрович является квалифицированным специалистом-оператором, ведёт съёмки военной кинохроники в частях 3-го Белорусского фронта и заслуживает присвоения ему звания инженер-капитана.Начальник киногруппы 3 Белорусского фронта А. Медведкин
7 апреля 1945 года, оказавшись на одном из опасных участков во время броска советских пехотинцев, он был задет осколком мины.
Убили Владимира Крылова, который в уличных боях руководил съёмками группы сержантов-операторов…
Мы остро переживали.
Похоронен в братской могиле советских воинов в сквере на улице Комсомольская в Калининграде.
Являясь кандидатом в ВКП(б) с августа 1944 года, незадолго до смерти В. Крылов вступил в партию.

### Семья
- отец — Александр Капитонович Крылов, рабочий[1];
- мать — Г. М. Крылова[1];
- брат — Анатолий Александрович Крылов (1913—1995), оператор документального кино[7].

## Избранная фильмография
- 1937 — Про журавля и лису, или случай в лесу (режиссёр; совместно с М. Бендерской)
- 1945 — В логове зверя (в соавторстве; нет в титрах)
- 1945 — Кёнигсберг (в соавторстве; нет в титрах)[комм. 3]

## Награды
- медаль «За оборону Москвы» (1944)[3]
- орден Красной Звезды (3 марта 1945)[5]
- орден Отечественной войны I степени (25 апреля 1945; посмертно)[16]

## Память
На досках Мемориального комплекса на братской могиле в Калининграде, открытого в октябре 1969 года имя старшины В. А. Крылова было пропущено. Не появилось оно и при замене металлических досок на гранитные в 2014 году.
Имя В. А. Крылова выбито на мраморной доске в Московском Доме кино среди других павших за Родину в годы Великой Отечественной войны кинематографистов.

## Комментарии
1. ↑  Также существует версия, что В. Крылов вместе с сержантами-киноавтоматчиками погиб от немецкой авиабомбы[6].
2. ↑  В очерке «Александр Медведкин на войне» Роберт Бёрд приводит иную дату гибели В. Крылова — 9 апреля 1945 года[13].
3. ↑  В. Крылов был привлечён к работе киногруппы 3-го Белорусского фронта в момент смены руководства киноотраслью и упразднения Главного управления кинохроники, вызванных Постановлением ЦК ВКП(б) «О производстве киножурналов и документальных фильмов» от 15 мая 1944 года[17], и формально не был сотрудником Центральной студии кинохроники, что вероятно явилось причиной не включения его в титры ни одного из вышедших тогда под маркой студии фильмов и киножурналов.